# Lejb-Gwardyjski Atamański Pułk Jego Wysokości

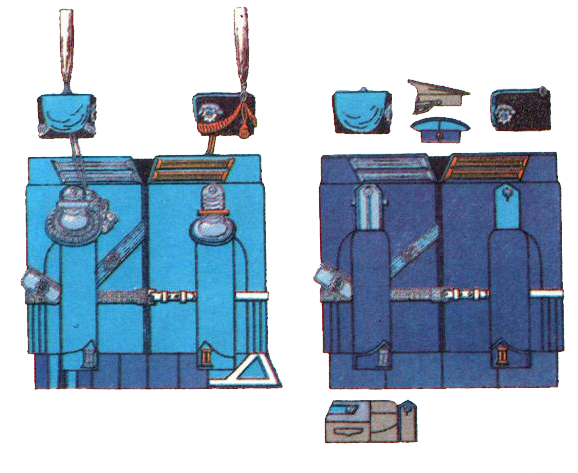
Umundurowanie żołnierzy Lejb-Gwardyjskiego Atamańskiego Pułku

Lejb-Gwardyjski Atamański Pułk Jego Imperatorskiej Wysokości Naczelnika Cesarzewicza (ros. Лейб-гвардии Атаманский Его Императорского Высочества Наследника Цесаревича полк) – pułk kawalerii okresu Imperium Rosyjskiego, sformowany 20 kwietnia 1775 za panowania carycy Katarzyny II Wielkiej jako Gwardyjski Atamański Pułk.
W 1878 jego nazwę rozwinięto: Gwardyjski Atamański Pułk Jego Imperatorskiej Wysokości Naczelnika Cesarzewicza.
Pułk brał udział w działaniach zbrojnych epoki napoleońskiej, a także okresu I wojny światowej. Został rozformowany w 1918.
Święto pułkowe: 23 listopada. Dyslokacja w 1914: Petersburg.

## Literatura
- Raspisanije suchoputnych wojsk 1836 - 1914, Petersburg 1914.
- A. A. Kersnowski, Istorija russkoj armii, Moskwa 1994.